# Treenigheds Sogn
Treenigheds Sogn er et sogn i Skads Provsti (Ribe Stift).
Treenighedskirken i Esbjerg blev opført i 1959-61, og i 1961 blev Treenigheds Sogn udskilt fra Zions Sogn, der i 1914 var udskilt fra Vor Frelsers Sogn. Det havde hørt til Skast Herred i Ribe Amt og lå i Esbjerg købstad, som ved kommunalreformen i 1970 blev kernen i Esbjerg Kommune.
I Treenigheds Sogn findes følgende autoriserede stednavne:
- Strandby (bebyggelse, ejerlav)
- Strandskov (areal)
- Vognsbøl (bebyggelse, ejerlav)